# Alexander Ibser
Alexander Ibser (* 19. Februar 1991 in Baden) ist ein ehemaliger österreichischer Fußballspieler.

## Karriere
Ibser begann seine Karriere beim ASK Ebreichsdorf. 2004 wechselte er zu Admira Wacker Mödling, wo er auch in der Akademie spielte. 2009 wechselte er schließlich zum Regionalligisten ASK Baumgarten. Sein Debüt in der dritthöchsten österreichischen Spielklasse gab er am fünften Spieltag der Saison 2009/10 gegen den SC Ostbahn XI. Bei der 5:0-Niederlage wurde er in Minute 59 für Markus Aigner eingewechselt. Nach 50 Regionalligapartien für Baumgarten wechselte er zur Saison 2011/12 zu den Amateuren der SV Mattersburg. Nachdem er 38 Mal für die Amateure der Mattersburger gespielt hatte, debütierte er im August 2013 schließlich auch für die Profis in der zweiten Liga, als er am siebten Spieltag der Saison 2013/14 gegen den SC-ESV Parndorf 1919 in der 73. Minute für Ingo Klemen eingewechselt wurde.
In der Saison 2014/15 konnte Ibser mit Mattersburg in die Bundesliga aufsteigen. Sein Bundesligadebüt gab er in der folgenden Saison am ersten Spieltag gegen den FC Red Bull Salzburg, als er in der 64. Minute für Markus Pink ins Spiel gebracht wurde. In der Nachspielzeit konnte er sogar den 2:1-Siegtreffer gegen die „Bullen“ erzielen.
Im Juli 2017 wechselte er zum Regionalligisten ASK Ebreichsdorf, seinem Jugendklub. Seit 2019 spielt er beim SV Rohrbach. 